# 珍珠清真寺 (德里)

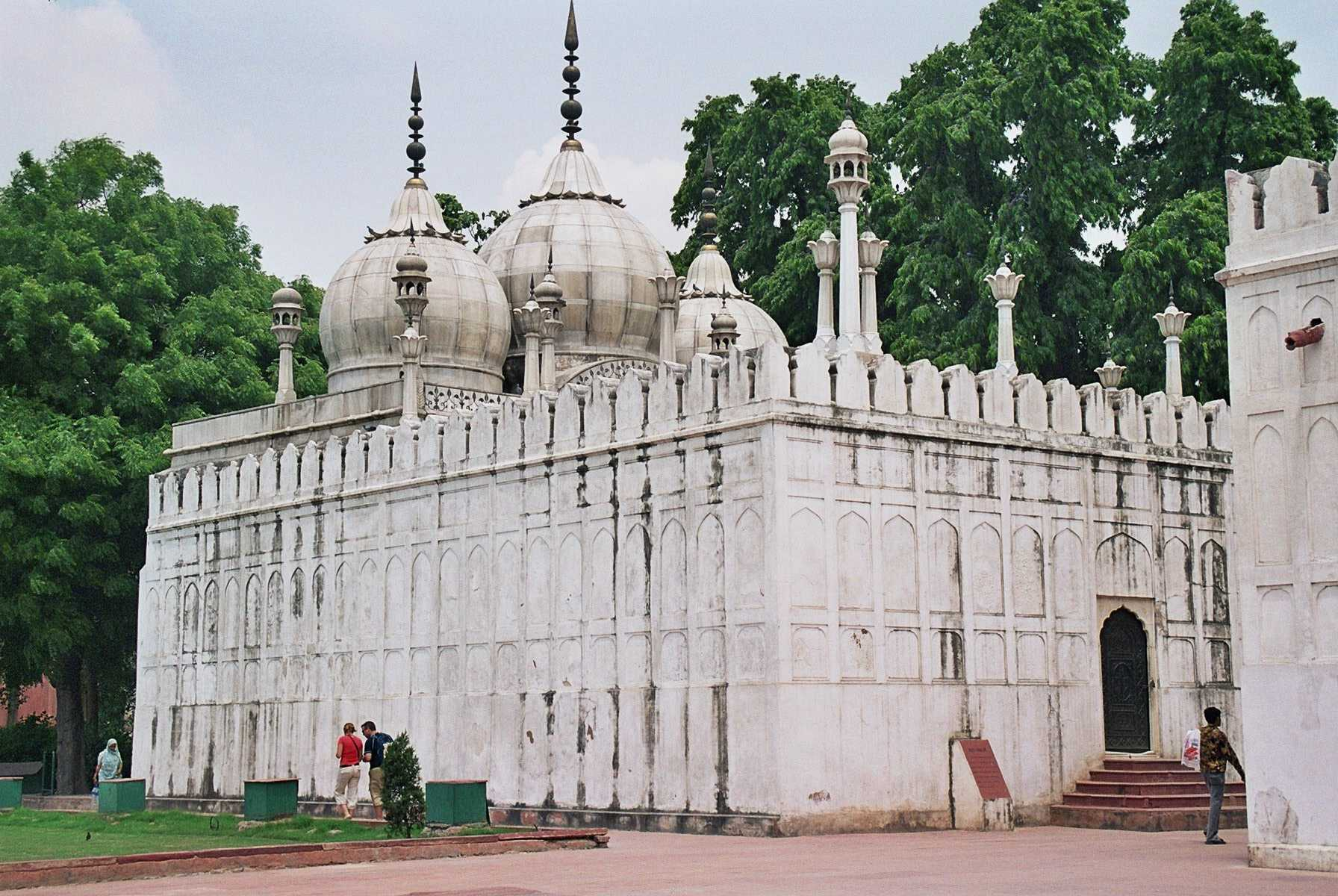

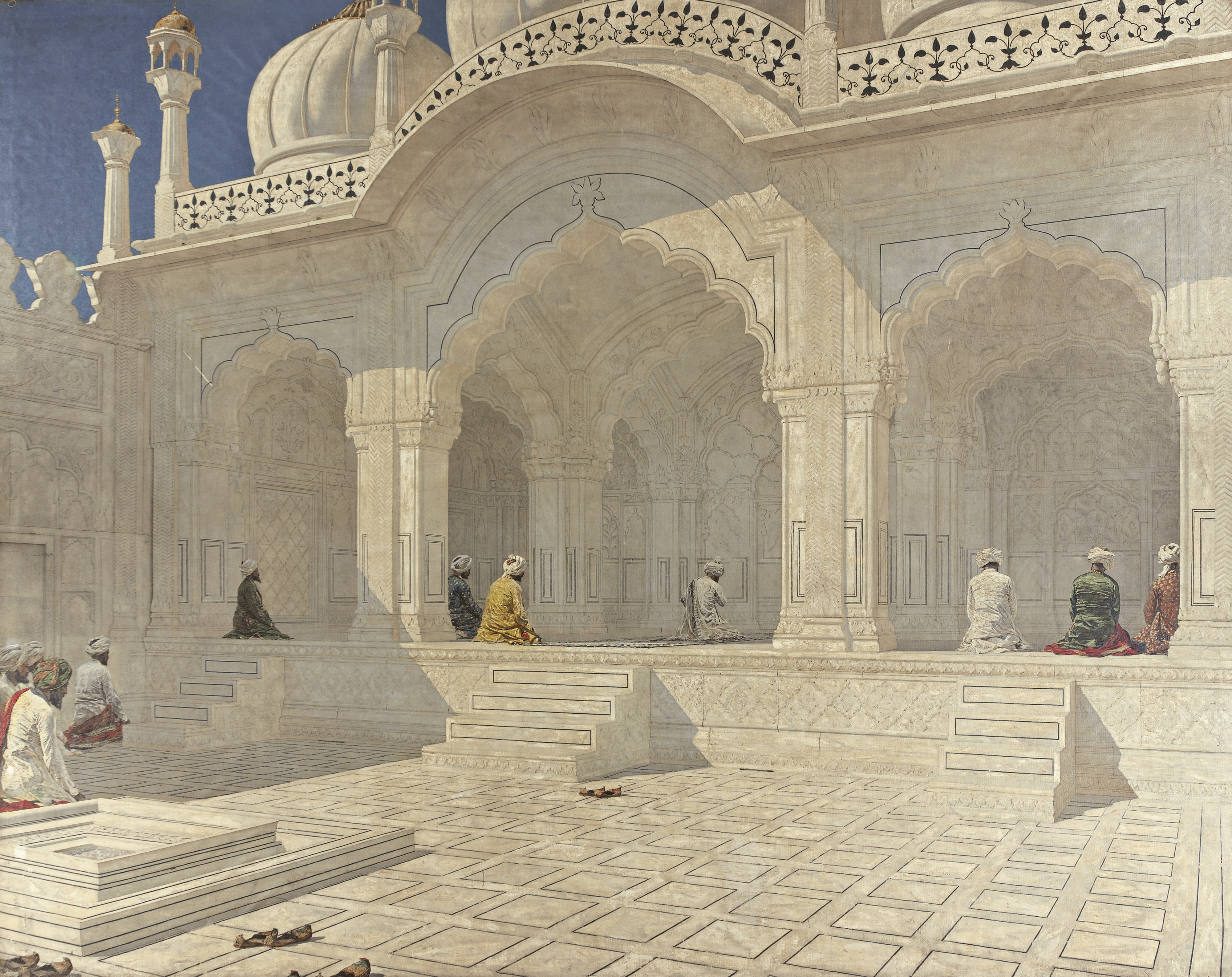

珍珠清真寺（Moti Masjid；印度斯坦语: موتی مسجد, मोती मस्जिद）是位于印度德里红堡建筑群内部的一座小型清真寺，用白色大理石建造，
它位于皇家浴室（Hammam）以西，靠近私人大厅（Diwan-i-Khas）。
它是由莫卧儿帝国皇帝奥朗则布于1659-1660年建造的私人清真寺。建筑造价达 Rs. 160,000.。
该寺有三道拱门，三个球状穹顶，最初覆盖着镀金的铜，可能是在1857年印度起义后丢失。

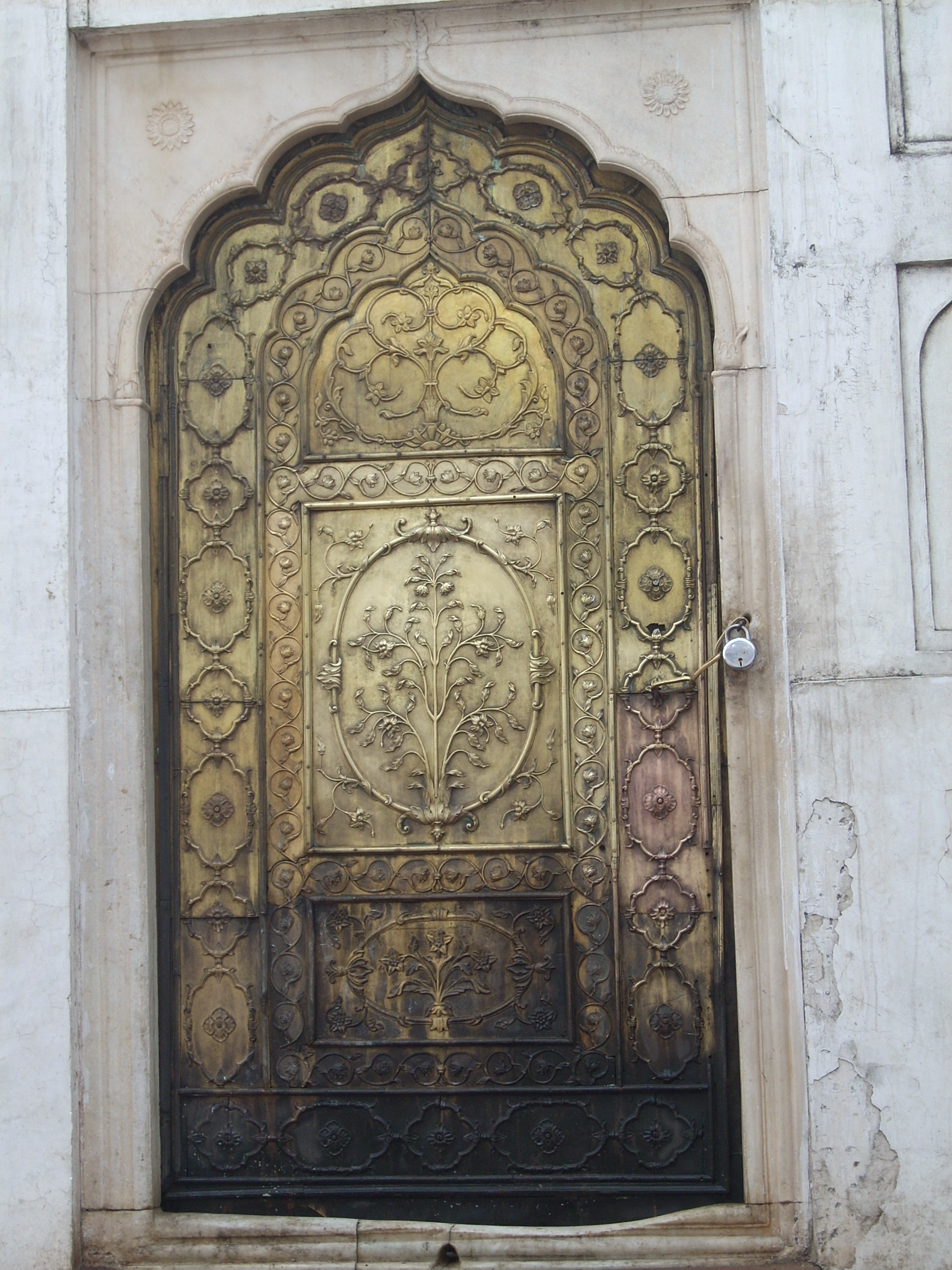
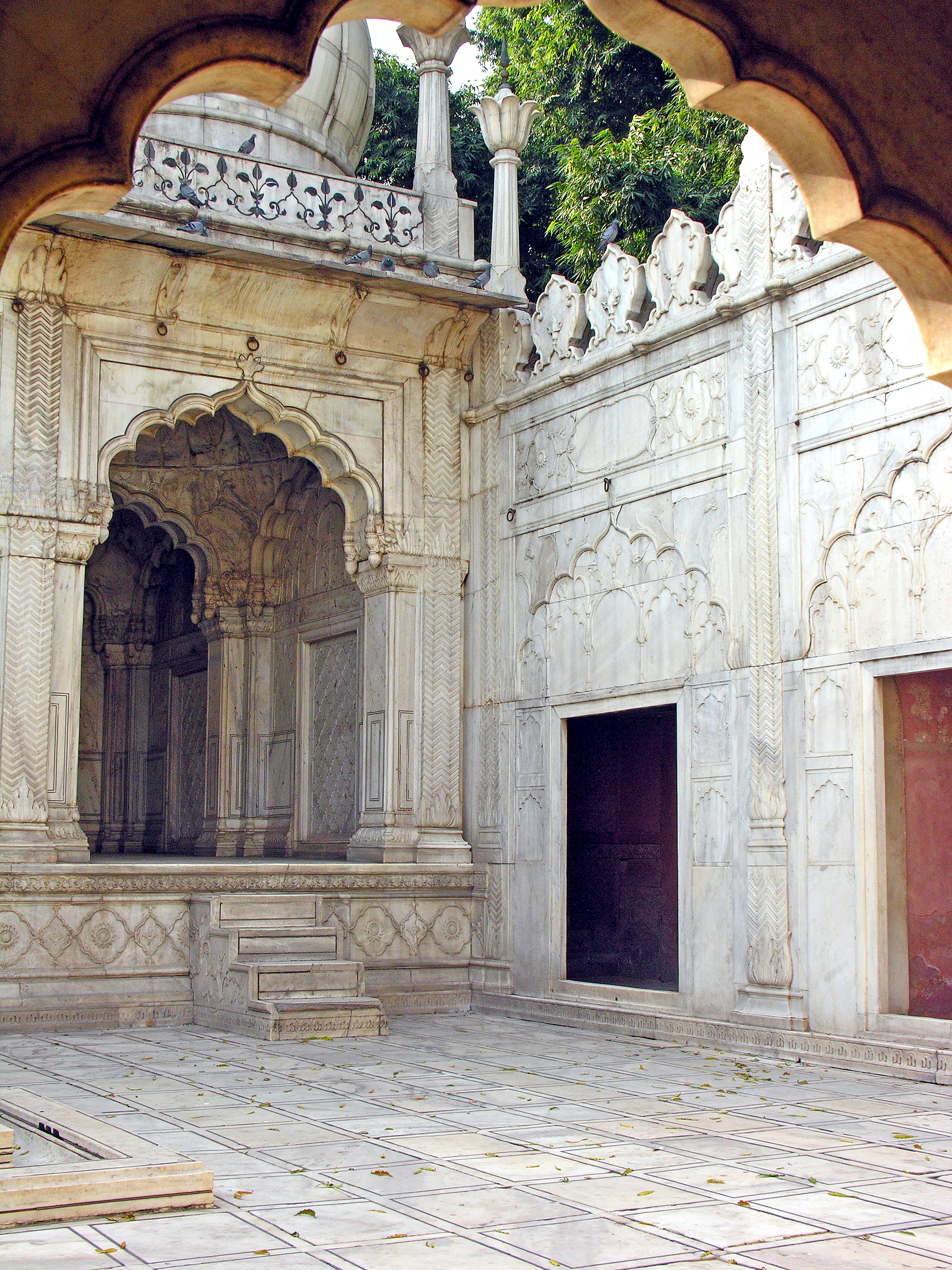